# Zale configurata
Zale configurata är en fjärilsart som beskrevs av Walker 1857. Zale configurata ingår i släktet Zale och familjen nattflyn. Inga underarter finns listade i Catalogue of Life.